# Леверенц, Кейтлин
Кейтлин Леверенз (англ. Caitlin Leverenz; род. 26 февраля 1991 года, Тусон, Аризона, США) – американская пловчиха. Специализируется в плавании на спине на дистанциях 200 и 400 метров.
Она выступала на чемпионате мира 2013 года и пришла пятой в финале.
Тренируется в Калифорнийский университете в Беркли.